# Beni Habibi
 (juillet 2013).
Si vous disposez d'ouvrages ou d'articles de référence ou si vous connaissez des sites web de qualité traitant du thème abordé ici, merci de compléter l'article en donnant les références utiles à sa vérifiabilité et en les liant à la section « Notes et références ».

Beni Habibi (Beni hbibi ou Beni h'bibi, en arabe : بني حبيبي, en berbère : aith hbibi) est le nom de la tribu qui habitait la région située entre la vallée Oued El-Kebir et le mont Seddat à Jijel, nord-est de l’Algérie actuelle. Elle est l’une des branches de Kutama. La tribu comptait en 1867 environ 2350 habitants. Sa population est un mélange de berbères kutamiens et arabes qui sont venus participer à la libération de la ville de jijel en 1151. 
À présent Beni Habibi compose avec le mot Djemaa le nom de la commune « Djemaa Beni Habibi » de la wilaya de Jijel.